# هنريك ملك البرتغال

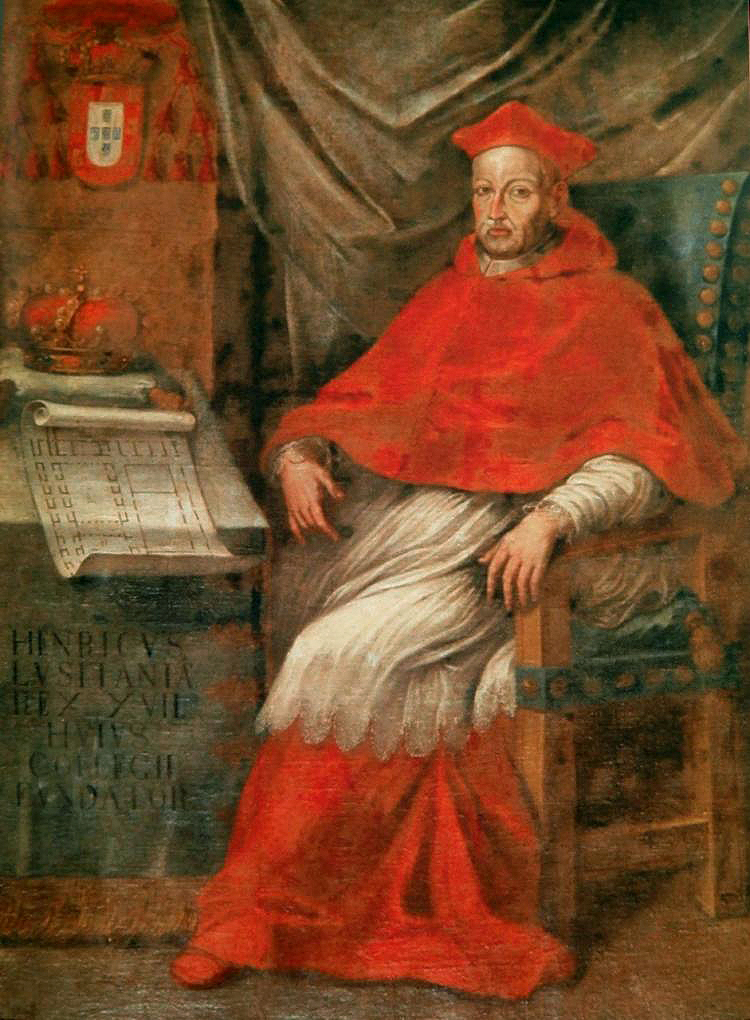
الملك هنريك الأول

الملك هنريك الأول  (بالبرتغالية Henrique I de Portugal) (لشبونة، 31 يناير 1512 - ألمیریم، 31 يناير 1580) ملك البرتغال السابع عشر بالفترة من 1578 إلى 1580، والده هو الملك مانويل الأول ووالدته هي الملكة ماريا.
هو الشقيق الأصغر للملك جون الثالث، ونتيجة لأنه الابن الأصغر لم يكن يتوقع أن يخلف يوماً ما والده في العرش. في وقت مبكر من حياته تولى الأوامر المقدسة لتعزيز المصالح البرتغالية داخل الكنيسة الكاثوليكية التي تسيطر عليها إسبانيا. واستطاع أن يرتفع بسرعة من خلال التسلسل الهرمي للكنيسة ويتولى سريعاً رئاسه أساقفة براغا في البرتغال ورئيس أساقفة إيفورا.
في سنة 1557 شغل منصب كبير مجلس الحكم بعهد ابن أخيه الملك سباستيان الأول، ثم خلفه ملكاً بعد وقوع معركة القصر الكبير سنة 1578. وبعد توليه السلطة تخلى عن منصبه الديني ككاردينال وسعى للزواج وذلك لاستمرار أسرة أفيس الملكية. ولكن البابا غريغوري الثالث عشر المرتبط بأسرة هابسبورغ لم يعطيه الإذن. توفي في 31 يناير 1580 وكان ما زال كاردينال وملك، وعند وفاته لم يكن قد عين مجلس الوصاية لاختيار خليفة له.

## روابط خارجية
- هنريك ملك البرتغال على موقع الموسوعة البريطانية (الإنجليزية)